# 朱壽昌

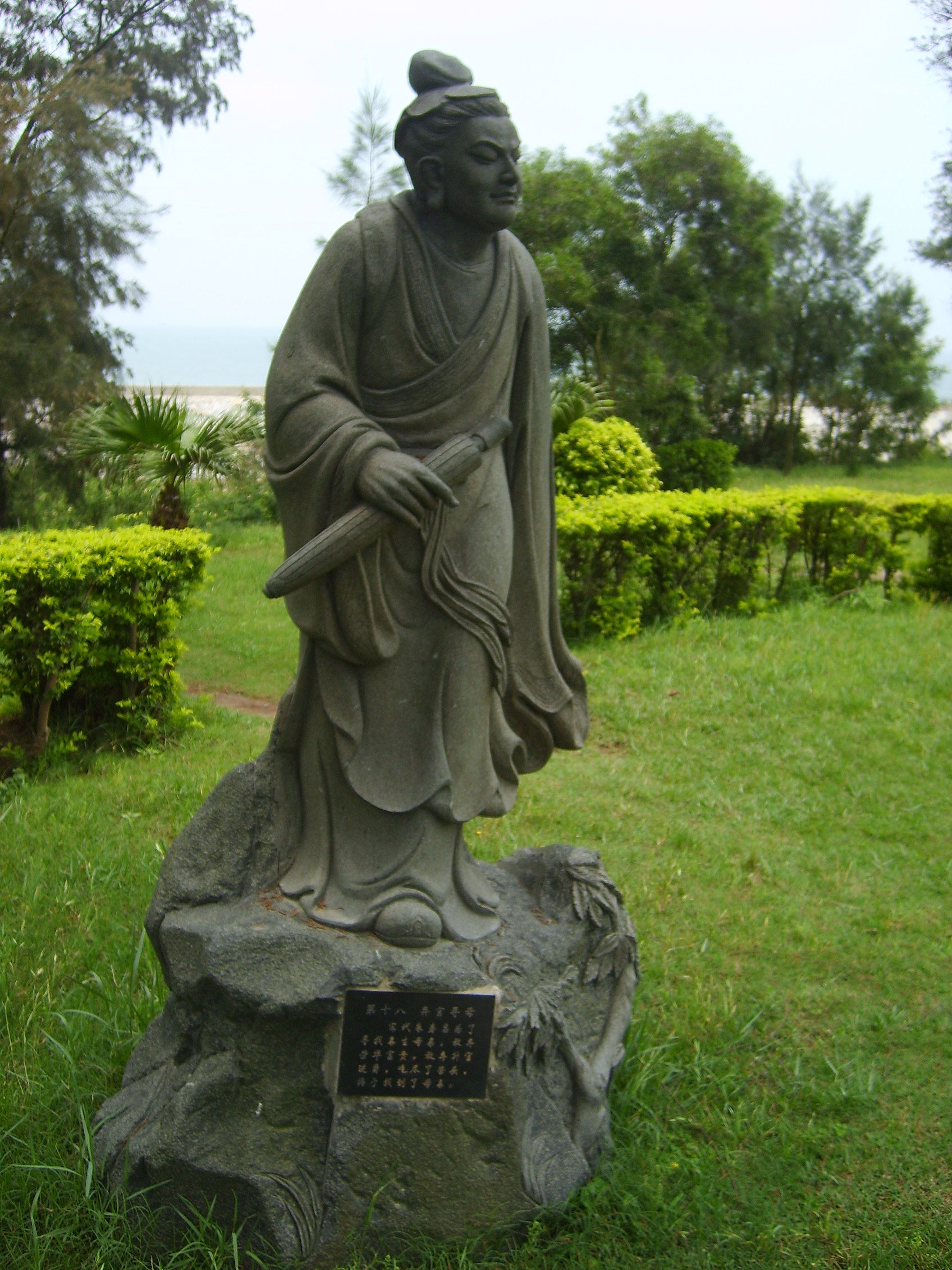
二十四孝の官を棄て母を尋ねるは、朱寿昌の故事である。

朱 寿昌（しゅ じゅしょう、拼音：Zhū Shòu chāng、1014年 - 1083年）は、北宋の官僚。字は康叔。揚州天長県同仁郷秦欄（現在の安徽省滁州市天長市秦欄鎮）の人。母の劉氏は朱巽の側室。
『宋史』巻二一五「列伝第二百十五 孝義」に、彼が官僚としての役目を捨てて、千里母を訪ねた話が載っている。このことから、二十四孝の一人とされた。
司農少卿、朝議大夫、中散大夫にまで昇り、年七十にして亡くなっている。